# گفتگوی تلفنی باراک اوباما و حسن روحانی

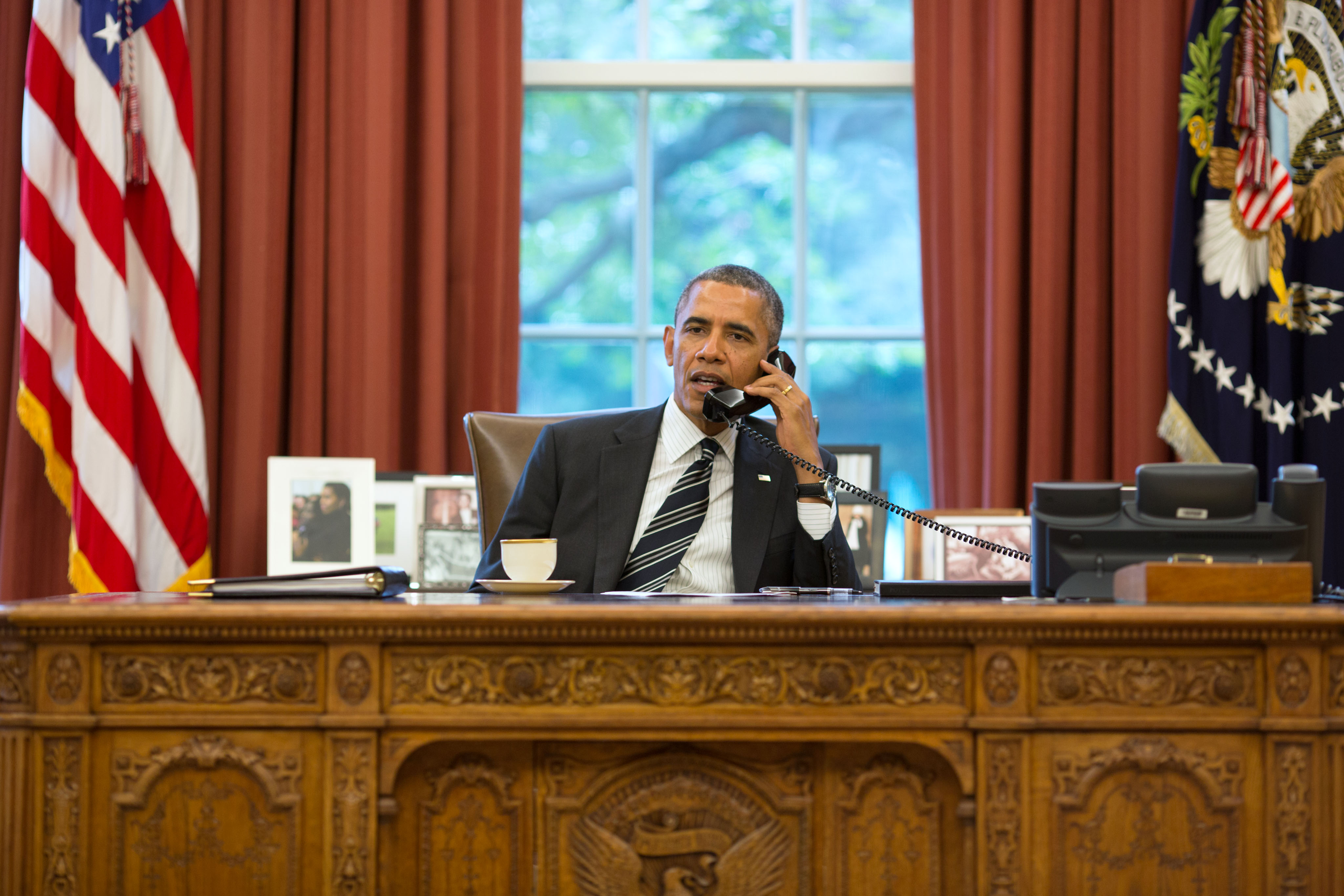
اوباما در حال صحبت با حسن روحانی

تماس تلفنی حسن روحانی و باراک اوباما، یک گفتگو تلفنی ۱۵ دقیقه‌ای بود که در ۵ مهر ۱۳۹۲ (۲۷ سپتامبر ۲۰۱۳) و در خلال اولین سفر حسن روحانی به نیویورک، در فرودگاه جان اف کندی نیویورک انجام گرفت. این تماس تاریخی از این بابت که نخستین تماس تلفنی پس از قطع روابط این دو کشور از سال ۱۹۷۹ به‌شمار می‌رفت واکنش‌های مثبت و منفی را حاصل کرد.
صدها خبرگزاری و روزنامه بین‌المللی تیتر اول اخبار خود را به تماس تلفنی باراک اوباما و حسن روحانی اختصاص دادند.

روحانی، ۶ سال بعد با دفاع مجدد از این اقدام، اظهار کرد:
اگر در نیویورک، وزیر امور خارجه ما با وزیر امور خارجه آمریکا دیدار نکرده بود و من به تلفن اوباما جواب نمی‌دادم، توافق با سختی و کندی انجام می‌شد.

## شرح ماجرا
در ساعات پایانی روز جمعه ۵ مهر ۱۳۹۲ (۲۷ سپتامبر ۲۰۱۳) در حالی که حسن روحانی و هیئت ایرانی شرکت‌کننده در شصت و هشتمین مجمع عمومی سازمان ملل متحد از فرودگاه جان اف کندی قصد بازگشت به ایران را داشتند، حسن روحانی برای نخستین بار در تاریخ جمهوری اسلامی با رئیس‌جمهور ایالات متحده آمریکا، باراک اوباما، از طریق مکالمه تلفنی هنگامی که در لیموزینی نشسته بود و به سوی فرودگاه می‌رفت، مستقیماً" گفتگو کرد و دو طرف بر اراده سیاسی برای حل سریع مسئله هسته‌ای ایران تأکید کرده و زمینه را برای حل موضوعات دیگر و همکاری در مسائل منطقه‌ای مورد توجه قرار دادند. این خبر به سرعت به خبر اول رسانه‌های بین‌المللی تبدیل شد و از آن به عنوان واقعه‌ای تاریخی یاد کردند. در این مکالمه روحانی با گفتن "روز خوبی داشته باشید" و اوباما در پاسخ با گفتن "متشکرم، خداحافظ" تماس را به پایان رساندند. این تماس تلفنی از آنجا که نخستین تماس تلفنی رئیس‌جمهور ایران با رئیس‌جمهور آمریکا بود و به نوعی نخستین تماس شفاهی مقام‌های ارشد جمهوری اسلامی ایران با مقامم‌های ارشد آمریکایی به‌شمار می‌رفت، در رسانه‌های داخل و خارج از ایران انعکاس شدیدی داشت.

## چه کسی شماره گرفت؟
روزنامه تهران امروز نوشت روحانی انجام گفتگو را به درخواست طرف آمریکایی دانسته‌است. این در حالی است که طرف آمریکایی هم گفته‌است درخواست گفتگو از جانب ایران بوده‌است.
حسن روحانی می‌گوید بحث این بود که من در روز جمعه که وقتی می‌خواهم بیایم آقای اوباما تماسی بگیرد و کوتاه با یکدیگر تماس تلفنی داشته باشیم که در نهایت در لحظه حرکت با این مسئله مواجه شدیم و آن‌ها زنگ زدند به موبایل سفیر ما و در لحظاتی بود که می‌خواستم از هتل خارج شوم و چند دقیقه‌ای با یکدیگر تلفنی صحبت کردیم.

## سخنان روحانی و اوباما
رئیس‌جمهور ایران دربارهٔ مباحث مطرح شده در این گفتگوی تلفنی گفت بحثی که با اوباما داشتیم عمدتاً مسئله هسته‌ای بود، گفتیم این مسئله نه تنها حق مردم ایران است بلکه غرور ملی ملت ایران است که رئیس‌جمهور آمریکا هم عنوان کرد ما به حقوق هسته‌ای ملت ایران اذعان داریم. وی ادامه داد: دربارهٔ ۱+۵ گفتم با دریچه‌ای که از سوی ملت ایران ایجاد شده باید از این فرصت استفاده و در این مسئله تسریع کرد که رئیس‌جمهور آمریکا گفت: من به وزیر خارجه دستور می‌دهم که در این امر تسریع داشته باشد؛ عمده بحث ما این بود که در بحث هسته‌ای با سرعت بیشتری عمل کنیم. باراک اوباما پس از این تماس از طریق یک برنامه تلویزیونی گفت: «همین الان من با پرزیدنت روحانی رئیس‌جمهور ایران، تلفنی صحبت کردم. گفتگوی ما در رابطه با اقدامات و تلاش‌های جاری در خصوص رسیدن به توافق در زمینه برنامه هسته‌ای ایران بود.
حسن روحانی گفت در این رابطه که تلفنی با آقای اوباما صحبت کردم و این رابطه دو ملت می‌تواند آغازی برای راه طولانی باشد که پیش رو داریم. البته همه مسائل ما با غرب با یک تلفن یا یک جلسه حل نمی‌شود. از همان نامه اولی که آقای اوباما بعد از انتخابات برای من نوشت و انتخابات را به من تبریک گفت و مسائل دیگری که در نامه مطرح کرده بود در همان نامه لحن عوض شده بود و این تلفن کاملاً مشهود است که لحن تغییر یافته‌است. اوباما در این تلفن به من گفت که ما در داخل مشکلات فراوانی داریم و شما هم در داخل ایران مشکلات فراوانی دارید بنابراین ما باید فکر کنیم چگونه از این مشکلات عبور کنیم. حسن روحانی تأکید کرد که اوباما در این تلفن هم گفت که هم شما در سخنرانی تأکید کردید که دنبال سلاح هسته‌ای نیستید و هم مقام رهبری در ایران گفتند تولید سلاح از لحاظ شرعی حرام است (فتوا) بنابراین راه باز است تا به نتیجه برسد اما مردم ما باید بدانند مسائل سیاست خارجه پیش رو یک راه هموار نیست. بلکه راه دشواری پیش رو داریم و نمی‌شود مشکلات هشت یا ده ساله را طی ده روز حل و فصل کرد. به نظر من در مسئله ایران و آمریکا که ما مسائل بسیار فراوانی داریم و در این تلفن به آقای اوباما گفتم ۳۵ سال گذشته بین ایران و آمریکا فضای بسیار تاریکی وجود دارد و مردم ما در موارد مختلف با اعمال آمریکا مخالف بودند و مسئله ایران و آمریکا مسئله‌ای نیست که در کوتاه مدت قابل حل باشد و او هم درجواب گفت که من هم گفته‌ام این یک شبه حل نمی‌شود و نیاز به زمان داریم.

### مثبت
- پس از بازگشت حسن روحانی به ایران و هنگام خروج از فرودگاه مهرآباد، عده‌ای از موافقان او به تظاهرات و سر دادن شعار پرداختند. همچنین وی در فرودگاه مهرآباد مورد پیشواز برخی مقامات دولتی، قرار گرفت. گروهی نیز که به پیشواز آقای روحانی رفته بودند، گوسفند قربانی کرده و شعارهایی در همراهی با هیئت ایرانی سر می‌دادند. پیشوازکنندگان با پلاکاردهایی به رنگ بنفش مبنی بر موفقیت‌آمیز بودن سفر رئیس‌جمهور در دست داشتند و شعار «روحانی متشکریم»، «درود بر روحانی» و «آری برای تو، نه برای جنگ» سر دادند.[۱۵]
- محمدجواد ظریف وزیر امور خارجه ایران: ضمن تأکید بر این‌که تماس تلفنی از سوی مقامات آمریکایی بوده‌است، در ۷ مهر ۱۳۹۲ در صفحه فیسبوک خود نوشت که آمریکایی‌ها «پنج، شش بار» برای زمینه‌سازی این مکالمه تماس گرفتند.[۱۶]
- حمیدرضا طباطبایی نائینی نایب رئیس کمیسیون قضایی و حقوقی مجلس شورای اسلامی: اقدام معترضان، «برهم زدن وحدت ملی و مصداق بارز خیانت محسوب می‌شود».[۱۶]
- احمدرضا دستغیب عضو کمیسیون امنیت ملی و سیاست خارجی مجلس شورای اسلامی: اظهار داشت که رئیس‌جمهور «هماهنگی‌های لازم» را برای مکالمه با آقای اوباما انجام داده‌است. همچنین وی گفت: «تردیدی نیست» که تماس تلفنی از سوی کاخ سفید برقرار شده‌است.[۱۶]
- محمدتقی رهبر امام جمعه اصفهان: «مرگ بر آمریکا آیه قرآن نیست که همیشه سر داده شود. همان‌طور که در آن روزها با روس‌ها برخورد کردیم و دیگر شعار ندادیم با آمریکا نیز همان‌طور برخورد می‌کنیم». همچنین وی گفت: «باید با لبخندهای سیاسی این مشکلات را حل کرد تا… آمریکا نیز تحریم‌هایش را علیه مردم ایران کم کند.»[۱۶]
- علاءالدین بروجردی رئیس کمیسیون امنیت ملی مجلس: «اگر آقای روحانی پیشنهاد رئیس‌جمهور آمریکا را پذیرفت به این علت بود که بیش از این ضربه حیثیتی به آمریکا وارد نشود.»[۱۶]
- روزنامه اعتماد در گفتگویی با صادق زیباکلام نوشت: امروز هرچقدر طرفداران دشمنی با آمریکا بخواهند جلوی رابطه را بگیرند نمی‌توانند. این مسئله مانند دیواری است که نم زده‌است. هر چقدر هم جلو آن را با گچ و سیمان بگیرند باز نمی‌توانند محوش کنند. دیگر مرگ بر آمریکا گفتن و آتش زدن پرچم آمریکا توسط بخش‌های عظیمی از تحصیلکردگان و نخبگان کشور دیگر ارزش نیست.[۱۷]
- ناطق نوری: در موضوع مکالمه تلفنی دو رئیس‌جمهور هم این‌گونه نیست که مبانی و اصول انقلاب و ارزش‌ها نقض شده یا زیر پا گذاشته شده باشد. به هر حال درخواست این مکالمه تلفنی از سوی آن‌ها بوده‌است. آن‌هایی که مخالفند چرا به این اشاره نمی‌کنند که در طول سفر تقاضاهای مکرر رئیس‌جمهور آمریکا برای دیدار با روحانی از طرف ایران رد شد و رسانه‌ها نوشتند که این موضوع باعث تحقیر اوباما شده‌است؟[۱۸]
- علی لاریجانی، رئیس مجلس ایران: در نشست مشترک با حسن روحانی، از او بابت موضع‌گیری‌ها، سخنان و بابت حضور مقتدرانه و ملاقات‌ها و گفتگوهایش در سفر به نیویورک قدردانی کرد.[۱۹]
- محمدعلی جعفری، فرمانده سپاه پاسداران انقلاب اسلامی: از مواضع روحانی در نیویورک استقبال کرده و آن‌ها را «مناسب و مقتدرانه» خوانده اما گفت که مکالمه تلفنی «باید به بعد از اقدامات عملی آمریکا موکول می‌شد».[۱۹]

### منفی
- پس از بازگشت حسن روحانی به ایران و هنگام خروج از فرودگاه، نزدیک به ۱۰۰ نفر از مخالفان مواضع و مذاکرات آقای روحانی از بسیج دانشجویی در فرودگاه تجمع کرده بودند، به تظاهرات و سر دادن شعار پرداختند. در جریان این تظاهرات، یکی از معترضان به سمت خودروی آقای روحانی لنگه کفش پرتاب کرد.[۱۵]
- روزنامه کیهان: در شدیدترین واکنش‌ها در این زمینه، روزنامه کیهان مکالمه رؤسای جمهور دو کشور را "تاسف بارترین" قسمت از سفر آقای روحانی به نیویورک دانست. این روزنامه در ۷ مهر ۱۳۹۲ تیتر نخست خود را به مطلبی تحت عنوان "امتیاز نقد دادیم وعده‌های نسیه گرفتیم" اختصاص داد که به انتقاد شدید از پاره‌ای از مواضع حسن روحانی در نیویورک پرداخته‌است.
- حسین شریعتمداری مدیرمسئول روزنامه کیهان: در سرمقاله‌ای (در ۷ مهر ۱۳۹۲) از رئیس دولت یازدهم و همراهانش خواست توضیح دهند "در سفر نیویورک و در تعامل با آمریکا و متحدانش چه داده‌اند و چه گرفته‌اند؟" شریعتمداری با تأکید بر اینکه "انتظار گشایش اقتصادی از مذاکره و رابطه با آمریکا نهایت ساده‌لوحی است" نوشته ایالات متحده، در مقابل "نرمش‌ها و امتیازات" ارائه شده از هیئت ایرانی "هیچ امتیازی" نداده و "این نرمش و تسامح را به حساب نیاز جمهوری اسلامی نوشته‌است". در بخش دیگری از این سرمقاله، با استناد به اظهارات سوزان رایس، مشاور امنیت ملی آمریکا مبنی بر اینکه طرف ایرانی از مسئولان آمریکایی خواسته بود که اوباما با روحانی تماس تلفنی بگیرد پرسیده‌است: "اگر درخواست مکالمه از سوی آقای روحانی بوده‌است، آیا نسبت دادن آن به آمریکایی‌ها با شعار دولت راستگویان در تناقض نیست؟"[۱۶]
- حمید رسایی، از نمایندگان محافظه کار مجلس: گفته که این مکالمه از سوی رسانه‌های خارجی "تسلیم ایران اسلامی و ضعف و ناچاری ناشی از فشار تحریم‌هاً تلقی شده‌است. همچنین وی گفت، "اتفاق دقایق پایانی سفر شما (حسن روحانی) خاطره معامله اعطای درّ غلطان و گرفتن آب نبات شیرین در مذاکرات هسته‌ای را زنده کرد، در حالی که امید بود با عنایت به بیانات اخیر رهبری انقلاب شما فراموش نمی‌کردید که در برابر چه موجود شیطان صفتی نرمش می‌کنید. آقای روحانی بدون تعارف شما بازی برد- باخت این سفر به نفع ایران اسلامی را در لحظه آخر به بازی برد -برد برای دو طرف تبدیل کردید."[۱۶]
- سایت رجانیوز وابسته به جبهه پایداری، با بازتاب برجسته صحبت‌های حمید رسایی، کاریکاتوری را نیز در تمسخر سخنان حسن روحانی در مورد پیگیری یک بازی «برد - برد» با غرب بر سر پرونده هسته‌ای و نیز به‌کارگیری عبارت «روز خوبی داشته باشید» به انگلیسی - که گفته می‌شود آقای روحانی در پایان مکالمه با باراک اوباما بر زبان رانده - منتشر کرده‌است.[۱۶]
- انجمن‌های اسلامی دانشجویان مستقل: با صدور بیانیه‌ای از «دیپلماسی فعال» آقای روحانی تجلیل کرده و در عین حال دیدار وزرای امور خارجه ایران و آمریکا در نشست گروه ۵+۱ و تماس تلفنی رؤسای جمهور ایران و آمریکا را مورد انتقاد قرار داده‌است. در بخشی از بیانیه این دانشجویان، با اشاره به اظهارات چندی پیش رهبر جمهوری اسلامی در مورد مجاز بودن «نرمش قهرمانه» در عرصه دیپلماسی آمده‌است: «انعطاف و نرمش قهرمانانه هیچگاه به معنی عدول از اصول و آرمان‌ها نیست.»[۱۶]
- حسین سلامی جانشین فرمانده سپاه پاسداران انقلاب اسلامی گفت آمریکایی‌ها می‌خواستند این تحقیر را با یک مکالمه تلفنی جبران کنند که اگر این تماس انجام نمی‌شد بعد اقتدار ایران در سازمان ملل دست نخورده باقی می‌ماند.[۲۰]

#### دیگر نظرات
- آیت الله خامنه‌ای، رهبر جمهوری اسلامی در روز ۱۳ مهر ۱۳۹۲ در یک مراسم نظامی در نخستین سخنرانی خود پس از بازگشت حسن روحانی از نیویورک تأکید کرد: «ما از تحرک دیپلماسی دولت از جمله سفر نیویورک حمایت می‌کنیم زیرا به دولت خدمتگزار اعتماد داریم و به آن خوشبین هستیم، اما برخی از آنچه که در سفر نیویورک پیش آمد، بجا نبود، چون ما دولت آمریکا را غیرقابل اعتماد، خودبرتربین، غیرمنطقی و عهدشکن می‌دانیم. ما به مسئولین خودمان اعتماد داریم و از آن‌ها می‌خواهیم با دقت و با ملاحظه همه جوانب، گام‌ها را محکم بردارند و منافع ملی را به فراموشی نسپارند.» آیت‌الله خامنه‌ای با اشاره به بدبینی و بی‌اعتمادی نظام اسلامی به آمریکا، دولت آمریکا را دولتی در پنجه صهیونیست‌ها خواند و اضافه کرد: «دولت آمریکا در واقع در جهت منافع صهیونیست‌ها حرکت می‌کند و از همه دنیا باج می‌گیرد و به رژیم صهیونیستی باج می‌دهد.»[۲۱][۲۲]
- روزنامه جوان نوشت: «تلاش اوباما برای مطلع کردن رژیم صهیونیستی یا به عبارتی متقاعد کردن تل‌آویو برای تماس مستقیم با ایران در بیانیه‌ای که کاخ سفید بلافاصله پس از تماس تلفنی وی منتشر کرد، آشکار بود. رئیس‌جمهور آمریکا در بیانیه خود پس از گفتگو با رئیس‌جمهور ایران تأکید کرد دولت وی ضمن تلاش برای همکاری با ایران، همکاری نزدیکی با اسرائیل خواهد داشت. با این وجود پایگاه خبری دیلی‌بست از مخالفت کنگره با مذاکره مستقیم اوباما با روحانی خبر می‌دهد که اکثریت آن را جمهوریخواهان تشکیل می‌دهند.»[۲۳]

## واکنش‌های خارجی
- عبدالله گل، رئیس‌جمهور ترکیه از تماس تلفنی رئیس‌جمهور جدید ایران؛ حسن روحانی و باراک اوباما ابراز خرسندی کرد. وی اضافه کرد: امیدوارم این تماس شروع خوبی در روابط دو کشور باشد. عبدالله گل همچنین گفت من همواره مشوق این قبیل گفتگوها بوده‌ام. روزنامه حریت نیز این تماس را یک تماس تاریخی نامید. این روزنامه همچنین این مکالمه تلفنی را بالاترین سطح تماس بین دو کشور پس از ۱۹۷۹ (قطع شدن روابط ایران و آمریکا) برشمرد.[۲۴]
- وبگاه خلیج تایم: این سایت خبری از قول رسانه‌های ایرانی نوشت صدها ایرانی بازگشت حسن روحانی از نیویورک را با شادی و نشاط جشن گرفتند. این پایکوبی بیشتر به دلیل تماس تلفنی تاریخی حسن روحانی با باراک اوباما بود. این وبگاه افزود عده کمی هم فریاد مرگ بر آمریکا سر دادند و به خودروی رسمی رئیس‌جمهور که فرودگاه را ترک می‌کرد، تخم‌مرغ و لنگه‌کفش پرتاب کردند.[۲۵]
- وال‌استریت ژورنال: روزنامهٔ وال‌استریت ژورنال نوشت مکالمهٔ تلفنی ۱۵دقیقه‌ای روحانی و اوباما، که نخستین در نوع خود پس از بیش از ۳۰ سال بود، صرفاً در خصوص برنامهٔ هسته‌ای ایران بود.[۲۶]
- نیویورک تایمز: نیویورک تایمز گفت حسن روحانی با ترجیح دادن تماس تلفنی نسبت به ملاقات رو در رو، از ایجاد یک تصویر مشکل‌آفرین سیاسی از خودش با اوباما که به تهییج و نگرانی افراطی‌ها در ایران می‌انجامد، جلوگیری کرد.[۲۷] اوباما و روحانی، اولین گفتگوی میان ایران و آمریکا را پس از ۱۹۷۹ را برقرار کردند.[۵]
- لس آنجلس تایمز: لس آنجلس تایمز نوشت پس از مکالمه تلفنی روحانی و اوباما هر دوی آن‌ها در کشورشان با فشار و انتقاد مواجه شدند. این رسانه اضافه کرد حسن روحانی در تهران با تشویق موافقین و همچنین مخالفانی که به وی تخم‌مرغ پرتاب کردند، مواجه شد. در آمریکا نیز کنگره از خود واکنشی خاموش و محتاطانه به عنوان پاسخی دیپلماتیک ارائه داد.[۲۸][۲۹][۳۰]
- سن خوزه مرکوری نیوز: سن خوزه مرکوری نیوز نوشت محافظه‌کاران در ایران دو رویکرد نسبت به این رویداد از خود بروز دادند، علاءالدین بروجردی رئیس کمیسیون امنیت ملی و سیاست خارجی مجلس می‌گوید تماس تلفنی دو رئیس‌جمهور علامتی برای واشینگتن بود که توان و قدرت ایران را تصدیق کند ولی برخی از محافظه‌کاران متعصب‌تر، آمریکا را دشمنی تغییرناپذیر و تکان‌نخوردنی توصیف کردند.[۳۱]
- القدس العربی: وبگاه جام نیوز از قول القدس العربی نوشت روحانی برای حفظ آبروی اوباما، به تماس تلفنی رضایت داد.[۳۲]
- روزنامه هاآرتص: هاآرتص نوشت اوباما پیش از گفتگوی تلفنی با روحانی، مقامات اسرائیل را در جریان گذاشت.[۳۳]
- سی‌ان‌ان: اوباما و روحانی: گفتگو بهتر از جنگ است.[۵]
- گاردین: اوباما تماسی تاریخی با روحانی برقرار کرد و به رفع تحریم‌ها اشاره کرد.[۵]
- رویترز: تماس تاریخی روحانی و اوباما.[۵]
- العربیه: برای اولین بار در ۳۴ سال گذشته: رئیس‌جمهور آمریکا با همتای ایرانی خود تماس گرفت.[۵]